# Ascoli Calcio 1898 1977-1978
Questa voce raccoglie le informazioni riguardanti l'Ascoli Calcio 1898 nelle competizioni ufficiali della stagione 1977-1978.

## Stagione
Il campionato cadetto 1977-1978 sarà ricordato come il campionato dell'Ascoli. La squadra bianconera di Antonio Renna è stata un'autentica sorpresa, facendo corsa a sé per tutto il torneo, staccando di 17 punti le seconde classificate Avellino e Catanzaro, sciorinando un gioco di squadra di levatura superiore alle altre partecipanti, frantumando quasi tutti i precedenti primati della cadetteria.
Se la promozione dell'Ascoli non è mai stata in discussione, per gli altri due posti disponibili la lotta è stata serrata per tutto il campionato. Alla fine l'hanno spuntata il Catanzaro che ritorna subito in Serie A, e l'Avellino che raggiunge l'ambìto traguardo per la prima volta nella sua storia. Hanno avuto ragione, nello sprint finale sul Monza, sulla Ternana e sul Palermo. Sono retrocesse in Serie C la Cremonese, il Como ed il Modena.
La poderosa mitraglia bianconera ha realizzato 73 reti nel torneo, con tre giocatori ascolani in doppia cifra: il diciannovenne Claudio Ambu con 17 reti in 29 partite, con 14 reti Giovanni Quadri ed infine Adelio Moro con 13 reti, delle quali 9 su calcio di rigore. In ben dieci 
gare, inoltre, i marchigiani sono riusciti a segnare tre goal. 
Nella Coppa Italia la squadra picena viene inserita nel quinto gruppo di qualificazione, giungendo seconda alle spalle dell'Inter, senza peraltro ottenere la qualificazione al Secondo Turno.

## Rosa
| N. |                   | Ruolo | Calciatore          |
| -- | ----------------- | ----- | ------------------- |
|    | Italia (bandiera) | A     | Claudio Ambu        |
|    | Italia (bandiera) | D     | Donato Anzivino     |
|    | Italia (bandiera) | C     | Gianfranco Bellotto |
|    | Italia (bandiera) | D     | Giuliano Castoldi   |
|    | Italia (bandiera) | C     | Giuseppe Greco      |
|    | Italia (bandiera) | A     | Fausto Landini      |
|    | Italia (bandiera) | D     | Gaetano Legnaro     |
|    | Italia (bandiera) | D     | Gilberto Mancini    |
|    | Italia (bandiera) | P     | Roberto Marconcini  |
|    | Italia (bandiera) | D     | Giuseppe Marozzi    |

| N. |                   | Ruolo | Calciatore           |
| -- | ----------------- | ----- | -------------------- |
|    | Italia (bandiera) | C     | Antonio Mastrangioli |
|    | Italia (bandiera) | C     | Adelio Moro          |
|    | Italia (bandiera) | C     | Giancarlo Pasinato   |
|    | Italia (bandiera) | D     | Eugenio Perico       |
|    | Italia (bandiera) | A     | Giovanni Quadri      |
|    | Italia (bandiera) | A     | Giovanni Roccotelli  |
|    | Italia (bandiera) | D     | Francesco Scorsa     |
|    | Italia (bandiera) | P     | Ernesto Sclocchini   |
|    | Italia (bandiera) | A     | Flaviano Zandoli     |

## Risultati

### Serie B

#### Girone di andata
| Avellino 11 settembre 1977 1ª giornata | Avellino         | 0 – 0 | Ascoli | Stadio Partenio\| Arbitro: \| Terpin (Trieste) \| |
| Arbitro:                               | Terpin (Trieste) |       |        |                                                   |

| Arbitro: | Governa (Alessandria) |

|                 |           |  |
| Moro 46’ (rig.) | Marcatori |  |

| Arbitro: | D'Elia (Salerno) |

|  |           |                             |
|  | Marcatori | 13’ Ambu 39’ Moro 45’ Greco |

| Arbitro: | Ciulli (Roma) |

|               |           |  |
| Ambu 31’, 60’ | Marcatori |  |

| Arbitro: | Lattanzi (Roma) |

|  |           |             |
|  | Marcatori | 29’ Zandoli |

| Arbitro: | Pieri (Genova) |

|                                  |           |                       |
| Zandoli 40’, 64’ Moro 60’ (rig.) | Marcatori | 37’ Majo 83’ Brignani |

| Arbitro: | Benedetti (Roma) |

|                  |           |                  |
| Salvi 17’ (rig.) | Marcatori | 70’ (aut.) Cagni |

| Arbitro: | Lops (Torino) |

|                 |           |           |
| Quadri 59’, 81’ | Marcatori | 13’ Giani |

| Arbitro: | Lapi (Firenze) |

|               |           |                                |
| Nicoletti 20’ | Marcatori | 82’ Perico 83’ (aut.) Fontolan |

| Arbitro: | Panzino (Catanzaro) |

|                                                    |           |             |
| Moro 26’ (rig.) Roccotelli 45’ Gattelli 57’ (aut.) | Marcatori | 24’ Ferrari |

| Cesena 20 novembre 1977 11ª giornata | Cesena               | 0 – 0 | Ascoli | Stadio La Fiorita\| Arbitro: \| Barbaresco (Cormons) \| |
| Arbitro:                             | Barbaresco (Cormons) |       |        |                                                         |

| Arbitro: | Lo Bello (Siracusa) |

|                     |           |                                     |
| Scarrone 66’ (rig.) | Marcatori | 18’ Quadri 41’ Pasinato 48’ Zandoli |

| Arbitro: | Tonolini (Milano) |

|                             |           |  |
| Roccotelli 12’ Pasinato 88’ | Marcatori |  |

| Arbitro: | D'Elia (Salerno) |

|             |           |                   |
| Capuzzo 77’ | Marcatori | 17’, 84’ Bellotto |

| Arbitro: | Milan (Treviso) |

|                                |           |  |
| Quadri 9’, 69’ Moro 80’ (rig.) | Marcatori |  |

| Arbitro: | Longhi (Roma) |

|                   |           |                            |
| Perico 15’ (aut.) | Marcatori | 35’, 53’ Ambu 87’ Pasinato |

| Arbitro: | Schena (Foggia) |

|          |           |  |
| Ambu 11’ | Marcatori |  |

| Arbitro: | Benedetti (Roma) |

|                                     |           |                         |
| Saltutti 9’ Chiorri 40’ Tuttino 67’ | Marcatori | 4’ Ambu 46’ (rig.) Moro |

| Arbitro: | Lanese (Messina) |

|                              |           |  |
| Moro 40’ Ambu 48’ Quadri 60’ | Marcatori |  |

#### Girone di ritorno
| Arbitro: | Lattanzi (Roma) |

|                |           |  |
| Roccotelli 11’ | Marcatori |  |

| Lecce 5 febbraio 1978 21ª giornata | Lecce          | 0 – 0 | Ascoli | Stadio Via del Mare\| Arbitro: \| Pieri (Genova) \| |
| Arbitro:                           | Pieri (Genova) |       |        |                                                     |

| Arbitro: | Prati (Parma) |

|                                                 |           |             |
| Taddei 1’ (aut.) Quadri 9’, 51’ Moro 40’ (rig.) | Marcatori | 66’ Ramella |

| Arbitro: | Ciacci (Firenze) |

|              |           |  |
| La Torre 86’ | Marcatori |  |

| Arbitro: | Benedetti (Roma) |

|                                                      |           |                        |
| Ambu 49’ Roccotelli 59’ Quadri 65’, 72’ Pasinato 75’ | Marcatori | 70’ Finardi 83’ Sironi |

| Arbitro: | Bergamo (Livorno) |

|              |           |          |
| Chimenti 83’ | Marcatori | 11’ Moro |

| Arbitro: | Lo Bello (Siracusa) |

|                                            |           |  |
| Quadri 12’ Perico 44’ Biancardi 75’ (aut.) | Marcatori |  |

| San Benedetto del Tronto 26 marzo 1978 27ª giornata | Sambenedettese | 0 – 0 | Ascoli | Stadio Fratelli Ballarin\| Arbitro: \| Lapi (Firenze) \| |
| Arbitro:                                            | Lapi (Firenze) |       |        |                                                          |

| Arbitro: | Paparesta (Bari) |

|                 |           |  |
| Moro 60’ (rig.) | Marcatori |  |

| Pistoia 9 aprile 1978 29ª giornata | Pistoiese     | 0 – 0 | Ascoli | Stadio Comunale\| Arbitro: \| Prati (Parma) \| |
| Arbitro:                           | Prati (Parma) |       |        |                                                |

| Arbitro: | Artico (Padova) |

|             |           |             |
| Legnaro 32’ | Marcatori | 55’ Rognoni |

| Arbitro: | Celli (Trieste) |

|                       |           |  |
| Ambu 34’ Pasinato 80’ | Marcatori |  |

| Arbitro: | Lops (Torino) |

|             |           |                                     |
| Sollier 88’ | Marcatori | 32’ Ambu 67’, 69’ Bellotto 81’ Moro |

| Arbitro: | Magni (Bergamo) |

|                          |           |                            |
| Ambu 15’ Moro 78’ (rig.) | Marcatori | 43’ Bellini 52’ Quagliozzi |

| Arbitro: | Casarin (Milano) |

|             |           |                      |
| Palanca 48’ | Marcatori | 53’ Quadri 73’ Greco |

| Arbitro: | Lanzetti (Viterbo) |

|                    |           |  |
| Quadri 26’Ambu 33’ | Marcatori |  |

| Arbitro: | Menegali (Roma) |

|                                             |           |                          |
| Scorsa 18’ (aut.) Silva 59’, 69’ Lorini 90’ | Marcatori | 47’ Ambu 74’ (rig.) Moro |

| Arbitro: | Prati (Parma) |

|                                     |           |                                   |
| Bellotto 5’ Ambu 28’ Roccotelli 82’ | Marcatori | 77’ (aut.) Anzivino 87’ Bresciani |

| Arbitro: | Savalli (Trapani) |

|                         |           |                          |
| Mariani 80’ (rig.), 89’ | Marcatori | 10’, 75’ Ambu 63’ Quadri |

### Coppa Italia

#### Primo turno
| Milano 24 agosto 1977 2ª giornata | Inter               | 0 – 0 | Ascoli | Stadio San Siro\| Arbitro: \| Panzino (Catanzaro) \| |
| Arbitro:                          | Panzino (Catanzaro) |       |        |                                                      |

| Ascoli Piceno 28 agosto 1977 3ª giornata | Ascoli         | 0 – 0 | Cremonese | Stadio Cino e Lillo Del Duca\| Arbitro: \| Tani (Livorno) \| |
| Arbitro:                                 | Tani (Livorno) |       |           |                                                              |

| Arbitro: | Artico (Padova) |

|                           |           |           |
| Moro 7’ (rig.) Scorsa 32’ | Marcatori | 90’ Paina |

| Arbitro: | Barbaresco (Cormons) |

|              |           |                           |
| Guidetti 31’ | Marcatori | 16’ Anzivino 86’ Pasinato |

## Statistiche

### Statistiche di squadra
| Competizione | Punti | In casa | In casa | In casa | In casa | In casa | In casa | In trasferta | In trasferta | In trasferta | In trasferta | In trasferta | In trasferta | Totale | Totale | Totale | Totale | Totale | Totale | DR  |
| Competizione | Punti | G       | V       | N       | P       | Gf      | Gs      | G            | V            | N            | P            | Gf           | Gs           | G      | V      | N      | P      | Gf     | Gs     | DR  |
| ------------ | ----- | ------- | ------- | ------- | ------- | ------- | ------- | ------------ | ------------ | ------------ | ------------ | ------------ | ------------ | ------ | ------ | ------ | ------ | ------ | ------ | --- |
| Serie B      | 61    | 19      | 17      | 2       | 0       | 44      | 12      | 19           | 9            | 7            | 3            | 29           | 18           | 38     | 26     | 9      | 3      | 73     | 30     | +43 |
| Coppa Italia | 6     | 2       | 1       | 1       | 0       | 2       | 1       | 2            | 1            | 1            | 0            | 2            | 1            | 4      | 2      | 2      | 0      | 4      | 2      | +2  |
| Totale       | 67    | 21      | 18      | 3       | 0       | 46      | 13      | 21           | 10           | 8            | 3            | 31           | 19           | 44     | 28     | 11     | 3      | 77     | 32     | +45 |

### Statistiche dei giocatori
| Giocatore       | Serie B  | Serie B | Serie B     | Serie B    | Coppa Italia | Coppa Italia | Coppa Italia | Coppa Italia | Totale   | Totale | Totale      | Totale     |
| Giocatore       | Presenze | Reti    | Ammonizioni | Espulsioni | Presenze     | Reti         | Ammonizioni  | Espulsioni   | Presenze | Reti   | Ammonizioni | Espulsioni |
| --------------- | -------- | ------- | ----------- | ---------- | ------------ | ------------ | ------------ | ------------ | -------- | ------ | ----------- | ---------- |
| C. Ambu         | 29       | 17      | ?           | ?          | 4            | 0            | ?            | ?            | 33       | 17     | ?           | ?          |
| D. Anzivino     | 22       | 0       | ?           | ?          | 4            | 1            | ?            | ?            | 26       | 1      | ?           | ?          |
| G. Bellotto     | 33       | 5       | ?           | ?          | 0            | 0            | ?            | ?            | 33       | 5      | ?           | ?          |
| G. Castoldi     | 7        | 0       | ?           | ?          | 0            | 0            | ?            | ?            | 7        | 0      | ?           | ?          |
| G. Greco        | 26       | 2       | ?           | ?          | 4            | 0            | ?            | ?            | 30       | 2      | ?           | ?          |
| F. Landini      | 4        | 0       | ?           | ?          | 0            | 0            | ?            | ?            | 4        | 0      | ?           | ?          |
| G. Legnaro      | 35       | 1       | ?           | ?          | 4            | 0            | ?            | ?            | 39       | 1      | ?           | ?          |
| G. Mancini      | 14       | 0       | ?           | ?          | 1            | 0            | ?            | ?            | 15       | 0      | ?           | ?          |
| R. Marconcini   | 33       | -24     | ?           | ?          | 1            | -1           | ?            | ?            | 34       | -25    | ?           | ?          |
| G. Marozzi      | 1        | 0       | ?           | ?          | 3            | 0            | ?            | ?            | 4        | 0      | ?           | ?          |
| A. Mastrangioli | 4        | 0       | ?           | ?          | 3            | 0            | ?            | ?            | 7        | 0      | ?           | ?          |
| A. Moro         | 38       | 13      | ?           | ?          | 4            | 1            | ?            | ?            | 42       | 14     | ?           | ?          |
| G. Pasinato     | 36       | 5       | ?           | ?          | 4            | 1            | ?            | ?            | 40       | 6      | ?           | ?          |
| E. Perico       | 37       | 2       | ?           | ?          | 4            | 0            | ?            | ?            | 41       | 2      | ?           | ?          |
| L. Quaresima    | 0        | 0       | ?           | ?          | 1            | 0            | ?            | ?            | 1        | 0      | ?           | ?          |
| G. Quadri       | 33       | 14      | ?           | ?          | 4            | 0            | ?            | ?            | 37       | 14     | ?           | ?          |
| G. Roccotelli   | 36       | 5       | ?           | ?          | 1            | 0            | ?            | ?            | 37       | 5      | ?           | ?          |
| E. Sclocchini   | 7        | -6      | ?           | ?          | 3            | -1           | ?            | ?            | 10       | -7     | ?           | ?          |
| F. Scorsa       | 37       | 0       | ?           | ?          | 3            | 1            | ?            | ?            | 40       | 1      | ?           | ?          |
| F. Zandoli      | 22       | 4       | ?           | ?          | 1            | 0            | ?            | ?            | 23       | 4      | ?           | ?          |